# كلينت ميتشيل
كلينت ميتشيل (بالإنجليزية: Clint Mitchell)‏ هو لاعب كرة قدم أمريكية أمريكي، ولد في 21 سبتمبر 1980 في أوستن في الولايات المتحدة.